# Elección al Senado de los Estados Unidos en Luisiana de 2020
La Elección al Senado de los Estados Unidos en Luisiana se llevó a cabo el 3 de noviembre de 2020, para elegir a un miembro del Senado de los Estados Unidos para representar al Estado de Luisiana, al mismo tiempo que las elecciones presidenciales de los Estados Unidos de 2020, así como otras elecciones al Senado de los Estados Unidos en otros estados, elecciones a la Cámara de Representantes de Estados Unidos y diversas elecciones estatales y locales.

## Elección general

### Predicciones
| Fuente                | Clasificación | Desde                  |
| --------------------- | ------------- | ---------------------- |
| Cook Political Report | Sólido        | 29 de octubre de 2020  |
| Inside Elections      | Sólido        | 28 de octubre de 2020  |
| Sabato's Crystal Ball | Sólido        | 2 de noviembre de 2020 |
| 270toWin              | Sólido        | 2 de noviembre de 2020 |
| Político              | Sólido        | 2 de noviembre de 2020 |

### Encuestas
| Fuente de la encuesta | Fecha(s) de realización | Tamaño de muestra | Margen de error | Bill Cassidy (R) | Dustin Murphy (R) | Adrian Perkins (D) | Antoine Pierce (D) | Otro Indecisos |
| --- | ----------------------- | ----------------- | --------------- | ---------------- | ----------------- | ------------------ | ------------------ | -------------- |
| ALG Research (D) Archivado el 1 de noviembre de 2020 en Wayback Machine. Archivado el 1 de noviembre de 2020 en Wayback Machine. | 6-12 de agosto de 2020  | 800 (LV)          | ± 3.5%          | 42%              | 6%                | 17%                | 11%                | 24%            |

#### Enfrentamientos cara a cara
Cassidy vs. Perkins
| Fuente de la encuesta | Fecha(s) de realización | Tamaño de muestra | Margen de error | Bill Cassidy (R) | Adrian Perkins (D) | Otro Indecisos |
| --- | ----------------------- | ----------------- | --------------- | ---------------- | ------------------ | -------------- |
| ALG Research (D) Archivado el 1 de noviembre de 2020 en Wayback Machine. Archivado el 1 de noviembre de 2020 en Wayback Machine. | 6-12 de agosto de 2020  | 800 (LV)          | ± 3.5%          | 52%              | 33%                | 16%            |

#### Encuesta hipotética
Con oponente genérico
| Fuente de la encuesta                | Fecha(s) de realización   | Tamaño de muestra | Margen de error | Bill Cassidy (R) | Oponente Genérico | Otro Indecisos |
| ------------------------------------ | ------------------------- | ----------------- | --------------- | ---------------- | ----------------- | -------------- |
| Tyson Group/Consumer Energy Alliance | 2-5 de septiembre de 2020 | 600 (LV)          | ± 4%            | 38%              | 37%               | 24%            |
| Tyson Group/Consumer Energy Alliance | 26 de marzo de 2020       | –                 | –               | 48%              | 25%               | 27%            |

Con un republicano genérico vs. un demócrata genérico
| Fuente de la encuesta                                                    | Fecha(s) de realización | Tamaño de muestra | Margen de error | Republicano genérico | Demócrata genérico | Otro Indecisos |
| ------------------------------------------------------------------------ | ----------------------- | ----------------- | --------------- | -------------------- | ------------------ | -------------- |
| ALG Research (D) Archivado el 1 de noviembre de 2020 en Wayback Machine. | 6-12 de agosto de 2020  | 800 (LV)          | ± 3.5%          | 43%                  | 33%                | 25%            |

### Resultados
| Elección al Senado de los Estados Unidos en Luisiana de 2020 | Elección al Senado de los Estados Unidos en Luisiana de 2020 | Elección al Senado de los Estados Unidos en Luisiana de 2020 | Elección al Senado de los Estados Unidos en Luisiana de 2020 | Elección al Senado de los Estados Unidos en Luisiana de 2020 | Elección al Senado de los Estados Unidos en Luisiana de 2020 |
| Partido                                                      | Partido                                                      | Candidato/a                                                  | Votos                                                        | %                                                            |                                                              |
| ------------------------------------------------------------ | ------------------------------------------------------------ | ------------------------------------------------------------ | ------------------------------------------------------------ | ------------------------------------------------------------ | ------------------------------------------------------------ |
|                                                              | Republicano                                                  | Bill Cassidy (titular)                                       | 1,228,908                                                    | 59.3%                                                        |                                                              |
|                                                              | Demócrata                                                    | Adrian Perkins                                               | 394,049                                                      | 19.0%                                                        |                                                              |
|                                                              | Demócrata                                                    | Derrick Edwards                                              | 229,814                                                      | 11.1%                                                        |                                                              |
|                                                              | Demócrata                                                    | Antoine Pierce                                               | 55,710                                                       | 2.7%                                                         |                                                              |
|                                                              | Demócrata                                                    | Drew Knight                                                  | 36,962                                                       | 1.8%                                                         |                                                              |
|                                                              | Independiente                                                | Beryl Billiot                                                | 17,362                                                       | 0.8%                                                         |                                                              |
|                                                              | Independiente                                                | John Paul Bourgeois                                          | 16,518                                                       | 0.8%                                                         |                                                              |
|                                                              | Demócrata                                                    | Peter Wenstrup                                               | 14,454                                                       | 0.7%                                                         |                                                              |
|                                                              | Libertario                                                   | Aaron Sigler                                                 | 11,321                                                       | 0.5%                                                         |                                                              |
|                                                              | Independiente                                                | M.V. "Vinny" Mendoza                                         | 7,811                                                        | 0.4%                                                         |                                                              |
|                                                              | Independiente                                                | Melinda Mary Price                                           | 7,680                                                        | 0.4%                                                         |                                                              |
|                                                              | Independiente                                                | Jamar Montgomery                                             | 5,804                                                        | 0.3%                                                         |                                                              |
|                                                              | Independiente                                                | Reno Jean Daret III                                          | 3,954                                                        | 0.2%                                                         |                                                              |
|                                                              | Independiente                                                | Alexander "Xan" John                                         | 2,813                                                        | 0.1%                                                         |                                                              |
| Total                                                        | Total                                                        | Total                                                        | 2,071,543                                                    | 100.0%                                                       |                                                              |
|                                                              | Control Republicano                                          |                                                              |                                                              |                                                              |                                                              |